# Coleophora derasofasciella
Coleophora derasofasciella é uma espécie de mariposa do gênero Coleophora pertencente à família Coleophoridae.